# Look Away
A Look Away (magyarul: Nézz máshová) egy dal, amely Finnországot képviseli a 2019-es Eurovíziós Dalfesztiválon, Tel-Avivban. A dalt a Darude és Sebastian Rejman közösen adják elő angol nyelven.

## Eurovíziós Dalfesztivál
A dal a 2019. március 2-án rendezett finn nemzeti döntőben, az Uuden Musiikin Kilpailu-ban nyerte el az indulás jogát, ahol a nemzetközi zsűri és a nézői szavazatok együttese alakította ki a végeredményt.
A dalt az Eurovíziós Dalfesztiválon a május 14-i első elődöntőben adják elő.

## Külső hivatkozások
- Dalszöveg
- A dal videóklipje. YouTube-videó, Yle Areena, 2019. február 22.
- A dal előadása a finn nemzeti döntőben. YouTube-videó, Eurovision Song Contest, 2019. március 2.